# Hans Schreiber
Hans Schreiber (24. prosince Volary 1859 – 8. ledna 1936 Český Krumlov) byl botanik, přední znalec evropských, zejména šumavských a krušnohorských slatí.

## Život
Narodil se ve Volarech. Nižší gymnázium studoval v Prachaticích, poté studoval německé gymnázium a reálku v Českých Budějovicích. Po složení maturity studoval botaniku, půdní kulturu, geologii a fyziku v  Praze a ve Vídni. Po ukončení studia učil na středních školách. Od roku 1895 až do svého odchodu do důchodu dělal ředitele zimní rolnické školy ve Stodu.
V roce 1899 založil v Hoře Svatého Šebastiána ústav pro výzkum rašelinišť a rašelinářské muzeum, které mělo okolo 2 000 exponátů.. Je zde po něm pojmenováno Schreiberovo rašeliniště.
V roce 1923 byl spolu s dr. Gustavem Jungbauerem, rodákem z Horní Plané spoluzakladatelem Šumavského muzea v Horní Plané. Stal se čestným občanem Horní Plané a Volar.